# Pontodrilus litoralis
Pontodrilus litoralis is een ringworm uit de familie van de Megascolecidae. De wetenschappelijke naam van de soort werd voor het eerst geldig gepubliceerd in 1855 door Grube als Lumbricus litoralis.